# Sérvia nos Jogos Olímpicos de Verão de 2020
A Sérvia está representada nos Jogos Olímpicos de Verão de 2020 por um total de 14 desportistas que competem em desportos. Responsável pela equipa olímpica é o Comitê Olímpico da Sérvia, bem como as federações desportivas nacionais da cada desporto com participação.
Os portadores da bandeira na cerimónia de abertura foram o jogador de polo aquático Filip Filipović e a jogadora de basquetebol Sonja Vasić.

## Medalhistas
A equipa olímpica da Sérvia tem obtido seguintes medalhas:
| Nome                                                                   | Desporto        | Competição     |
| ---------------------------------------------------------------------- | --------------- | -------------- |
| Ouro                                                                   |                 |                |
| Milica Mandić                                                          | Taekwondo       | +67 kg F       |
| Prata                                                                  |                 |                |
| Damir Mikec                                                            | Tiro            | Pistola 10 m M |
| Bronze                                                                 |                 |                |
| Dušan Domović Bulut Deixam Majstorović Aleksandar Ratkov Mihailo Vasić | Basquetebol 3×3 | Torneio M      |
| Tijana Bogdanović                                                      | Taekwondo       | –49 kg F       |